# Tesoro de Melsonby

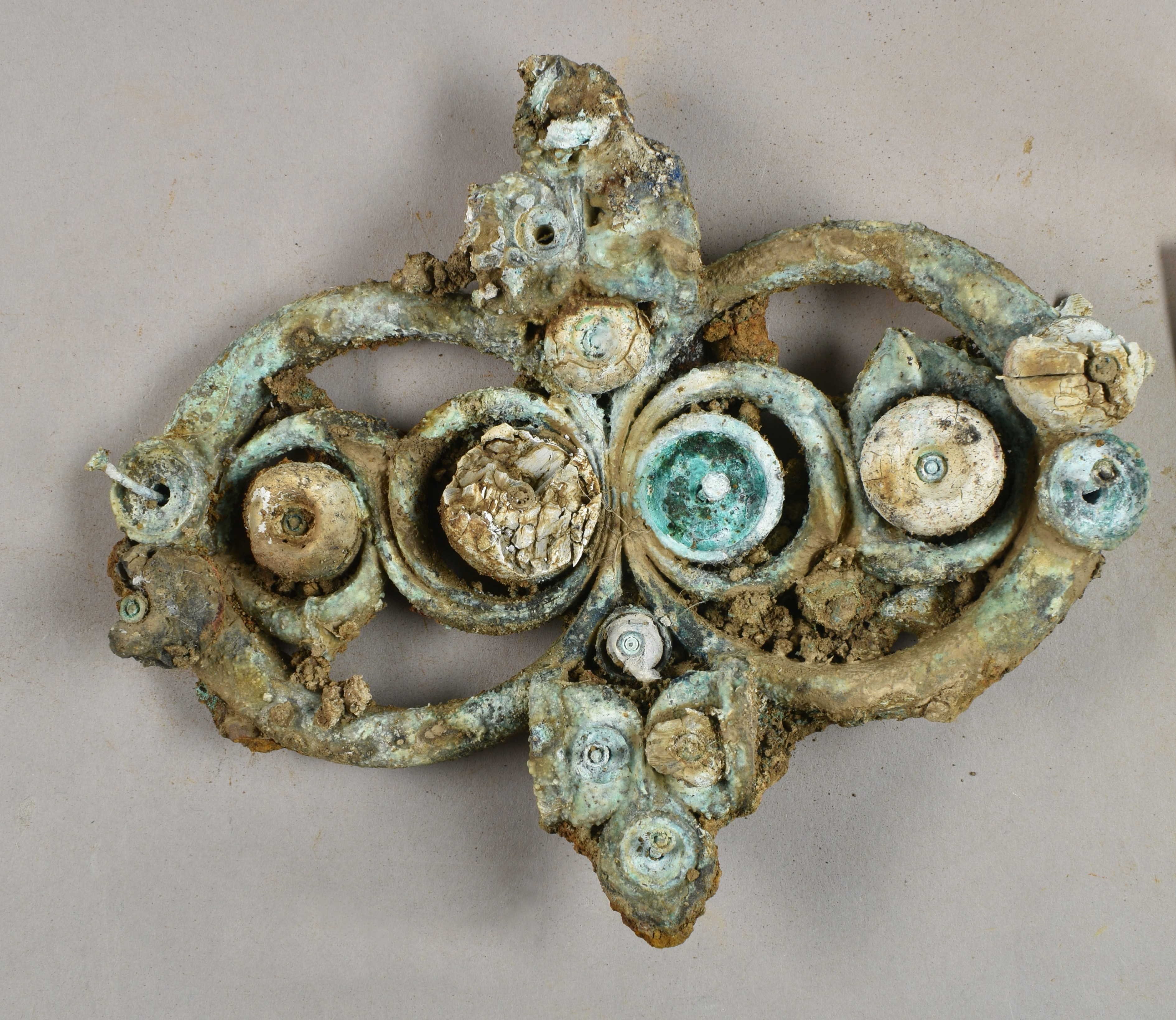
Uno de los artefactos encontrados en el tesoro.

El tesoro de Melsonby es una colección arqueológica de elementos de la Edad del Hierro enterrados en un campo cerca del pueblo de Melsonby en North Yorkshire, Inglaterra, por un detector de metales en diciembre de 2021. Los arqueólogos de la Universidad de Durham excavaron el sitio en 2022 con financiación de Historic England. Los artefactos de la época del Imperio Romano y muestran cerámica, armas, el uso de la rueda, metalurgia y símbolos de estatus. El descubrimiento se hizo público en marzo de 2025, coincidiendo con una exposición temporal de varias piezas en el Museo de Yorkshire en York.

## Tesoro

### Descubrimiento
El tesoro fue encontrado en un campo cerca de Melsonby en North Yorkshire, Inglaterra, por Peter Heads, un detector de metales aficionado, en diciembre de 2021.  El hallazgo fue inmediatamente designado como tesoro según la Ley del Tesoro de 1996. Informó sobre su descubrimiento, lo que impulsó a los arqueólogos de la Universidad de Durham a excavar el sitio en 2022.  Las excavaciones contaron con el asesoramiento del Museo Británico  y la financiación de Historic England,  la Universidad de Southampton  qué colaboró proporcionando herramientas de detección para evitar daños a los artefactos. 

### Significado
Los científicos participantes describieron el tesoro como de importancia internacional  y el mayor tesoro de metalistería de la edad de Hierro que fue descubierto hasta ahora en Gran Bretaña.  El tesoro fue depositado aproximadamente en la época en que los romanos conquistaron el sur de Gran Bretaña en el siglo I.  El lugar del descubrimiento está cerca de un fuerte en la colina, las Fortificaciones de la Edad de Hierro de Stanwick.